# Ballepresser
Begrebet ballepresser dækker i dag over to slags maskiner, som dog stort set gør det samme.

## Landbrugsmaskine
Inden for landbruget er en ballepresser en maskine man tilkobler en traktor. Ved hjælp af kraftoverførsel fra traktorens kraftudtag drives en mængde mekaniske dele, der automatisk samler løst hø eller halm op fra marken, presser det hårdt sammen i baller, binder snore om ballerne og derefter skubber dem ud.
De første ballepressere lavede mindre baller der kunne håndteres manuelt. Udviklingen er dog siden gået i retning af flere hundrede kilo tunge rund- eller bigballer, der mere effektivt kan håndteres med maskiner.
Den "traditionelle" presser rager ud til den ene side i forhold til traktoren, og den samler den række op, der befinder sig ved siden af traktorens kørebane. Dette gøres med et system af pigge på 10-15 cm længde, der "fejer" marken som en fejemaskine, blot med meget større afstand end en kost. Fra opsamlingsrummet føres materialet til presserummet med enten en arm eller en snegl. I presserummet presses ballerne i firkanter af et stempel. Længden af ballerne kan justeres alt efter hvor tungt materialet er, og hvor mange armkræfter landmanden har.

## Affaldskomprimeringsmaskine
En ballepresser kan også være en maskine til komprimering af affald. Den bruges blandt andet til at komprimere pap- og plast- affald til genbrug. En ballepresser er en form for komprimator, som sammenpresser affald til baller, som derved bliver lettere at håndtere da de fylder mindre.
- Wikimedia Commons har flere filer relateret til Ballepresser

| Maskiner | Spire Denne artikel om maskiner, maskindele og apparater er en spire som bør udbygges. Du er velkommen til at hjælpe Wikipedia ved at udvide den. |